# 环球百科全书
《环球百科全书》（法語：Encyclopædia Universalis）是由私营的大英百科全书公司出版的一套综合性百科全书，以受过教育的读者群为目标。该书涵盖22个综合学科，条目总数122000篇，插图25000幅。其编者团队多是专业学者，超过7200人。它常被认为是最具学术性的法语百科全书。2012年推出的第7版包括30卷（24卷本编、5卷索引、1卷新闻）。
该书最初由大英百科全书公司与法兰西图书俱乐部合作策划。大英百科全书公司成立于1966年，当时位于芝加哥，曾出版英语世界最具影响力的百科全书。合作团队结合了两大公司的力量，最终于1968年推出首版，克洛德·格雷戈里任主编。全书的标志则由皮埃尔·福舍设计。直到1990年代以前，该书在法国都十分畅销。之后，由于电子媒体的冲击，该书的销量下滑，大英百科决定制作电子版。合作双方越来越无法达成一致，最后法兰西图书俱乐部将所有股权卖给大英百科。